# Petrovice (Ústí nad Labem)
Petrovice é uma comuna checa localizada na região de Ústí nad Labem, distrito de Ústí nad Labem.